# Pringombo (Rongkop)
Pringombo is een bestuurslaag in het regentschap Gunung Kidul van de provincie Jogjakarta, Indonesië. Pringombo telt 3472 inwoners (volkstelling 2010).